# Купина (рослина)
Купина́ (Polygonatum) — рід рослин, який налічує близько 70 видів з родини холодкових.
В інших джерелах — родини лілійних.

## Загальна біоморфологічна характеристика

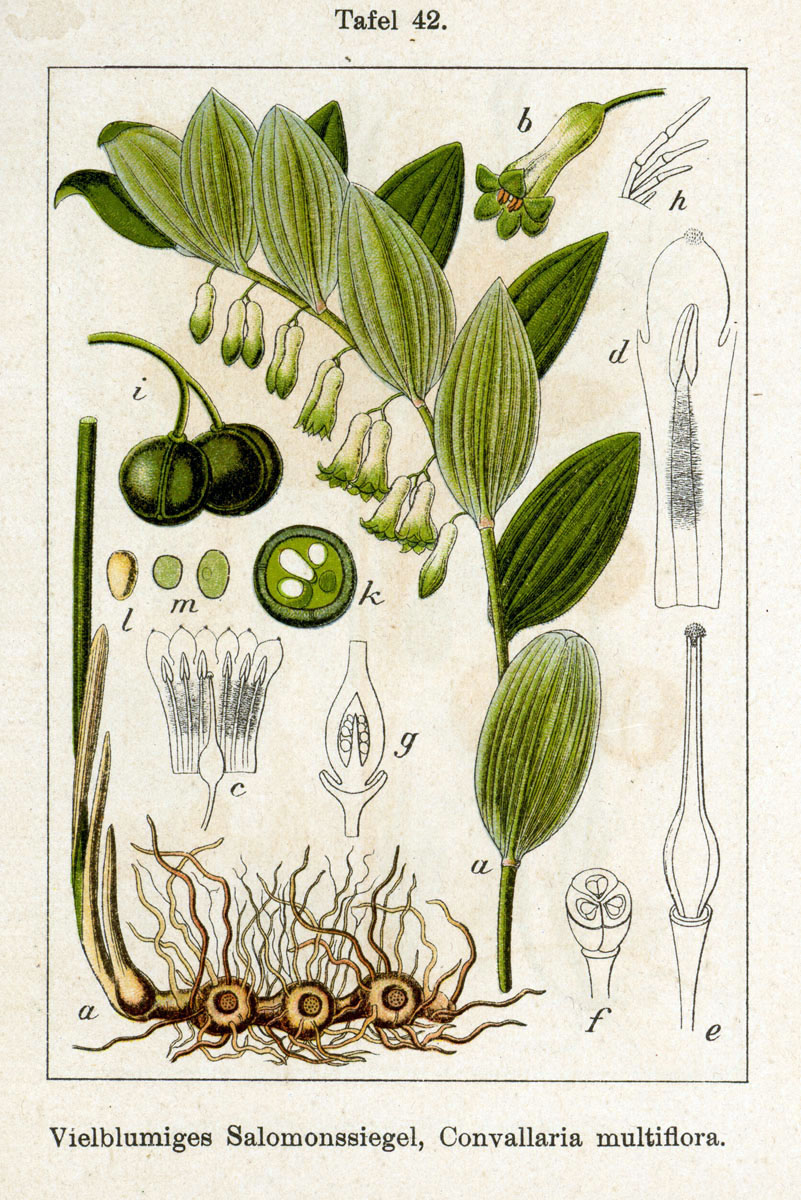
Polygonatum multiflorum у виданні 1796 року «Deutschlands Flora in Abbildungen»

Багаторічна трав'яниста рослина. Має м'ясисте горизонтальне кореневище, на якому лишаються круглі сліди від торішніх стебел. Листки чергові або в кільцях еліптичної або яйцеподібної форми. Квітки білі, рідше рожеві, на повислих квітконіжках, розташовані поодиноко в пазухах листків або в небагатоквіткових китицях. Плід — чорна або червона ягода.
У всіх купений проростання насіння підземне. Над поверхнею землі перший листок з'являється через рік після початку проростання, а протягом першого вегетаційного періоду йде підземний розвиток проростка. Брунька поновлення розвивається в пазусі одного з лускоподібних листків в основі материнського пагона під час його весняного зростання. Зростання молодого пагона спочатку йде під землею горизонтально, а до кінця липня — початку серпня термінальна брунька приймає вертикальне положення. В кінці вегетаційного періоду в бруньці повністю закладений паросток майбутнього року, включаючи суцвіття і квітки. Навесні, після зимового періоду спокою, бруньки відновлення виходять на поверхню ґрунту, і протягом травня виростає надземний пагін. Одночасно з весняним зростанням пагона в основі його підземної вертикальної частини формується нова брунька поновлення, що повторює шлях розвитку бруньки материнського пагона. До осені надземна частина пагона відмирає, а зберігається тільки підземна, від якої відходить брунька поновлення і стеблове додаткове коріння. Збережені підземні ділянки функціонують як органи накопичення поживних речовин і відмирають лише через 10-15 років.

## Поширення
Представники роду поширені у лісах помірної зони північної півкулі. В Україні зростає 5 видів. Найпоширеніші серед них купина запашна, або лікарська (Polygonatum odoratum, синонім Polygonatum officinale), та купина багатоквіткова або купина рясноцвіта (Polygonatum multiflorum). Інші види флори України: купина широколиста (Polygonatum latifolium = Polygonatum hirtum), купина східна (Polygonatum orientale), купина кільчаста (Polygonatum verticillatum).

## Хімічний склад
Надземні частини купини лікарської містять глікозиди, які за дією близькі глікозидам конвалії, кореневище — алкалоїди. Деякі види багаті сапонінами.

## Практичне значення
Деякі види купини — декоративні.

## Список видів
| - Polygonatum acuminatifolium Kom. - Polygonatum adnatum S.Yun Liang - Polygonatum altelobatum Hayata - Polygonatum alternicirrhosum Hand.-Mazz. - Polygonatum amabile Yatabe - Polygonatum arisanense Hayata - Polygonatum × azegamii (Ohwi) M.N.Tamura - Polygonatum biflorum (Walter) Elliott - Polygonatum brevistylum Baker - Polygonatum × buschianum Tzvelev - Polygonatum cathcartii Baker - Polygonatum chingshuishanianum S.S.Ying - Polygonatum cirrhifolium (Wall.) Royle - Polygonatum cryptanthum H.Lév. & Vaniot - Polygonatum curvistylum Hua - Polygonatum cyrtonema Hua - Polygonatum × desoulavyi Kom. | - Polygonatum × domonense Satake - Polygonatum falcatum A.Gray - Polygonatum filipes Merr. ex C.Jeffrey & McEwan - Polygonatum franchetii Hua - Polygonatum geminiflorum Decne. - Polygonatum glaberrimum K.Koch - Polygonatum gracile P.Y.Li - Polygonatum graminifolium Hook. - Polygonatum grandicaule Y.S.Kim, B.U.Oh & C.G.Jang - Polygonatum griffithii Baker - Polygonatum hirtellum Hand.-Mazz. - Polygonatum hirtum (Bosc ex Poir.) Pursh - Polygonatum hookeri Baker - Polygonatum humile Fisch. ex Maxim. - Polygonatum × hybridum Brügger - Polygonatum inflatum Kom. - Polygonatum infundiflorum Y.S.Kim, B.U.Oh & C.G.Jang - Polygonatum involucratum (Franch. & Sav.) Maxim. | - Polygonatum jinzhaiense D.C.Zhang & J.Z.Shao - Polygonatum kingianum Collett & Hemsl. - Polygonatum lasianthum Maxim. - Polygonatum leiboense S.C.Chen & D.Q.Liu - Polygonatum longipedunculatum S.Yun Liang - Polygonatum longistylum Y.Wan ex C.Z.Gao - Polygonatum macranthum (Maxim.) Koidz. - Polygonatum macropodum Turcz. - Polygonatum megaphyllum P.Y.Li - Polygonatum multiflorum (L.) All. - Polygonatum nervulosum Baker - Polygonatum nodosum Hua - Polygonatum odoratum (Mill.) Druce - Polygonatum omeiense Z.Y.Zhu - Polygonatum oppositifolium (Wall.) Royle - Polygonatum orientale Desf. - Polygonatum prattii Baker - Polygonatum × pseudopolyanthemum Miscz. ex Grossh. - Polygonatum pubescens (Willd.) Pursh - Polygonatum punctatum Royle ex Kunth | - Polygonatum robustum (Korsh.) Nakai - Polygonatum roseum (Ledeb.) Kunth - Polygonatum sewerzowii Regel - Polygonatum sibiricum F.Delaroche - Polygonatum singalilense H.Hara - Polygonatum sparsifolium F.T.Wang & Tang - Polygonatum stenophyllum Maxim. - Polygonatum stewartianum Diels - Polygonatum × tamaense H.Hara - Polygonatum tessellatum F.T.Wang & Tang - Polygonatum verticillatum (L.) All. - Polygonatum vietnamicum L.I.Abramova - Polygonatum wardii F.T.Wang & Tang - Polygonatum zanlanscianense Pamp. - Polygonatum zhejiangensis X.J.Xue & H.Yao |